# Paul Pogba
Paul Labile Pogba (pronunciación en francés: /pɔl pɔɡ.ba/; Lagny-sur-Marne, Isla de Francia, 15 de marzo de 1993) es un futbolista francés que se desempeña como centrocampista en el A. S. Monaco F. C. de la Ligue 1.
Internacionalmente, fue capitán de la selección francesa sub-20 que ganó la Copa Mundial de esa categoría en 2013. Asimismo, recibió el Balón de Oro como el mejor jugador de dicho torneo. Como parte de la selección absoluta, participó en la Copa Mundial de Fútbol de 2014 y fue elegido como el mejor jugador joven del torneo. Posteriormente jugó en la Eurocopa 2016, donde Francia fue subcampeón, y en la Copa Mundial de Fútbol de 2018, donde obtuvieron el título.
En el año 2013 fue proclamado como el mejor jugador europeo menor de 21 años recibiendo los galardones Golden Boy y Trofeo Bravo.

## Trayectoria

### Inicios
Nació en Lagny-sur-Marne, Sena y Marne de padres guineanos. Tiene dos hermanos mayores que también son futbolistas, los gemelos Florentin y Mathias Pogba.
Pogba inició su carrera futbolística a los seis años, jugando por el US Roissy-en-Brie, a pocas millas de su pueblo natal. Pasó siete temporadas en el club antes de unirse al US Torcy, donde fue capitán del club en la categoría sub-13. Después de una temporada llegó al club profesional Le Havre. En su segunda temporada en el club, capitaneó al equipo sub-16 para la fase final del campeonato liguero. Le Havre terminó segundo en la fase final solo detrás del Racing Club de Lens. Pogba se estableció como internacional en las categorías menores. Sus actuaciones nacionales e internacionales, llamaron la atención del Arsenal y de la Juventus de Turín.

### Llegada al Manchester United
El 31 de julio de 2009, Pogba anunció que saldría de Le Havre para unirse al equipo reserva del Manchester United. El movimiento sorprendió al club, puesto que tenía un acuerdo de no captación firmado con Pogba y sus padres en 2006. El acuerdo tomaba lugar hasta el final de la temporada 2009-10, lo que permitía a Le Havre a fichar a Pogba en un contrato como aspirante una vez que el jugador reúna los requisitos específicos de edad y becas. El 1 de agosto, Le Havre lanzó un comunicado oficial en su página web criticando al Manchester United y a la familia de Pogba. Asimismo anunció su intento de pedir a la FIFA que averigüe el caso.

Le Havre quiere expresar su indignación por las acciones del Manchester United y su búsqueda a Paul Pogba. El jugador, sus padres y Le Havre estaban ligados a un contrato llamado "acuerdo de no captación" desde el otoño de 2006. Al finalizarlo, las tres partes acordaron firmar un contrato de aprendiz cuando el jugador haya alcanzado cierta edad y criterios de beca, llevándolo hasta el final de la temporada 2009-10. Sin embargo, el jugador y sus padres han rechazado cumplir el contrato porque Manchester United ha ofrecido una gran cantidad de dinero para llevarse a su hijo a Inglaterra. A pesar de las voces provenientes de Estados Unidos, distintos gobiernos, FIFA y UEFA en contra del comercio de menores, Manchester United no ha vacilado en desarraigar al chico de 16 años.
 Parte del comunicado oficial de Le Havre AC.

En respuesta a las acusaciones del Le Havre, el equipo británico amenazó con demandar al club francés, mientras que Pogba negó que se fuese por razones monetarias, las cuales el presidente Jean-Pierre Louvel había alegado que eran 87.000 libras y una casa.

En respuesta a los desafortunados comentarios extensamente reportados por la prensa de Le Havre y su presidente, Jean-Pierre Louvel, Manchester United desea confirmar categóricamente que como asunto político del club en concordancia con los reglamentos aplicables del fútbol, no ofrecimos incentivos a los padres de los jugadores que fichan por el club, tales como pagos monetarios o compra de casas. Manchester United ha escrito a Le Havre AC para ponerlo sobre aviso que acciones serán llevadas a cabo si tales alegaciones se repiten en relación a la transferencia de Paul Pogba.
 Respuesta de Manchester United al club francés.

Le Havre fue acusado también por el exequipo de Patrice, Torcy, por usar las mismas tácticas que el Manchester United para adquirir al joven jugador a su academia. En el mismo día del anuncio de Pogba de su salida a Inglaterra, Torcy lanzó un comunicado de prensa en su página oficial criticando las acusaciones de Le Havre declarando: "No usaremos el término 'robar', pero los reclutadores de Le Havre actuaron de la misma manera con el club en Torcy." El club alegó que Le Havre acordó su fichaje sin aviso alguno. El 7 de octubre, el Manchester United fue absuelto por un juez fijado por la FIFA, con la declaración que Pogba no estaba vinculado contractualmente con Le Havre. A pesar de que había opción de apelar, el 18 de junio de 2010, fuentes oficiales del club galo confirmaron que habían alcanzado un acuerdo con Manchester United por la transferencia de Pogba. Los términos del mismo fueron confidenciales.
Pogba completó su transferencia el 7 de octubre de 2009 y debutó tres días después en la categoría sub-18 en la derrota 2-1 contra el Crewe Alexandra. En la campaña 2009-10 de la categoría finalizó con 21 participaciones y 7 goles. El equipo terminó primero en su grupo, pero perdió con Arsenal 5-3 en tanda de penaltis en las semifinales. En la temporada 2010-11, Pogba se mantuvo en la categoría sub-18 por tres meses. Ya en noviembre de 2010 fue llamado al equipo de reserva y debutó el 2 de noviembre en la victoria 3-1 sobre el Bolton Wanderers.
El 19 de febrero de 2011, fue uno de los cuatro jugadores de la academia promovidos para el partido de la quinta ronda de la FA Cup 2010-11 ante el Crawley Town, en el cual se le asignó el número 42. Continuó la temporada en la sub-18, ayudando al equipo a alcanzar el campeonato de la FA Cup juvenil ante el Sheffield United.
Tras el inicio de la temporada 2011-12, Alex Ferguson confirmó que Pogba tendrá oportunidades con el primer equipo durante la campaña, declarando: "Si mantenemos a Pogba, ¿qué va a pasar? Él va a irse. Sabes, en un par de años, cuando su contrato vaya a finalizar. Así que tenemos que darle la oportunidad para ver cómo lo puede hacer en el primer equipo." Pogba fue promovido al equipo reserva permanentemente para aquella temporada disputando su primer partido el 15 de agosto de 2011 en el partido inaugural de la Premier Reserve League contra el Arsenal. El 25 de agosto, en el segundo partido de liga, anotó su primer gol en la goleada 6-0 ante el Swansea City.
El 19 de septiembre fue llamado por primera vez al equipo mayor para participar en la Copa de la Liga de Inglaterra ante el Leeds United. Pogba entró al inicio de la segunda parte en la victoria 3-0. Su segunda aparición fue en la siguiente ronda contra el Aldershot Town el 25 de octubre. Su debut en la Premier League se produjo el 31 de enero de 2011 ante el Stoke City, ingresando en sustitución de Javier Hernández en el minuto 72. Hizo otra aparición como sustituto contra el West Bromwich Albion el 11 de marzo. Cuatro días después, hizo su debut europeo en el partido de vuelta de los octavos de final de la Liga Europa de la UEFA 2011-12 ante Athletic Club de España, entrando en el minuto 63 por Michael Carrick.

### Consolidación en Turín

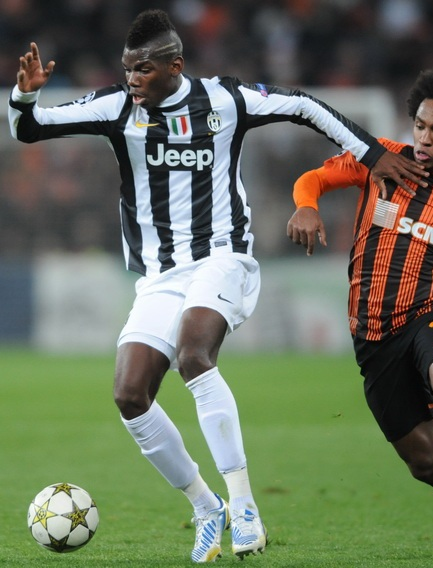
Pogba jugando con la Juventus en 2012.

El 3 de julio de 2012, Alex Ferguson confirmó que Pogba había salido del club después de no renovar su contrato. Ferguson declaró que Pogba había fichado por la Juventus F. C. "mucho tiempo atrás de que estemos conscientes". Asimismo, Ferguson acusó al francés de irrespetuoso, diciendo: "Es decepcionante. Yo no creo que él haya mostrado respeto alguno, para ser honesto. Yo estoy bastante feliz, si lo llevan de esa manera, estarán probablemente mejor haciéndolo lejos de nosotros." El 27 de julio Juventus confirmó en su cuenta oficial que Pogba superó los exámenes médicos, fichando un contrato por cuatro años el 3 de agosto. Hizo su primera aparición en un partido de pretemporada ante Benfica en Génova el 1 de agosto, entrando en el minuto 78 por Andrea Pirlo.
El 22 de septiembre Pogba debutó en la Serie A con los 'bianconeros' disputando los 90 minutos ante el Chievo Verona. El 2 de octubre debutó en la Liga de Campeones de la UEFA, en el empate en casa a un gol contra el Shajtar Donetsk. Su primer tanto en el equipo italiano sería el 20 de octubre en la victoria 2-0 contra el Napoli. Dos jornada después haría lo mismo contra Bologna, dándole la victoria en el agregado, además de asistir previamente a Fabio Quagliarella.
Posteriormente el mediocamista fue alabado por sus actuación en el partido por varios periódicos italianos tales como La Repubblica, Il Messaggero y La Gazzetta dello Sport, recibiendo incluso comparaciones con Patrick Vieira. El 19 de enero de 2013 consiguió su primer doblete al marcar los dos primeros goles de la victoria 4-0 al Udinese Calcio. El 5 de mayo, Pogba recibe su primera expulsión en el partido de la obtención del Scudetto por escupir al jugador del Palermo, Salvatore Aronica, quien le había cacheteado antes la cara. El joven mediocampista finalizó su primera temporada en Turín disputando 2250 minutos en las tres competiciones y anotando 5 goles.
El 18 de agosto de 2013, Pogba fue protagonista en la victoria 4-0 sobre Lazio, en el encuentro correspondiente por la Supercopa de Italia 2013. Durante el partido, Pogba reemplazó a Claudio Marchisio y a los tres minutos anotó el primer gol. Su equipo ganó 4-0 y fue elegido como Jugador del Partido. Su siguiente gol en la campaña llegaría el 20 de septiembre en el único gol del Derbi de Turín. En diciembre, Pogba ganó el Premio Golden Boy al mejor jugador joven en Europa.

Haber ganado la liga por primera vez, alcanzar los cuartos de final en la Liga de Campeones, ganar el Mundial sub-20 y ser promovido al primer equipo por Didier Deschamps, 2013, realmente fue un año de oro para mí.
Declaraciones de Paul Patrice Pogba tras recibir el Golden Boy 2013

En enero de 2014, Pogba fue nombrado por The Guardian como una de las diez mayores promesas en Europa. El 20 de febrero, Pogba anotó su primer gol en competiciones UEFA en la victoria 2-0 al Trabzonspor en el partido de ida de los dieciseisavos de final de la UEFA Europa League. Pogba confirmó ser un jugador clave del club italiano. Se asentó en el once titular; fue el cuarto máximo goleador de su equipo en la campaña con nueve anotaciones; y con 51 partidos fue el jugador que más partidos disputó entre todas las competiciones. Finalizó la temporada ganando su segundo título consecutivo de la Serie A bajo el mandato de Antonio Conte y alcanzó la semifinal de la Europa League.

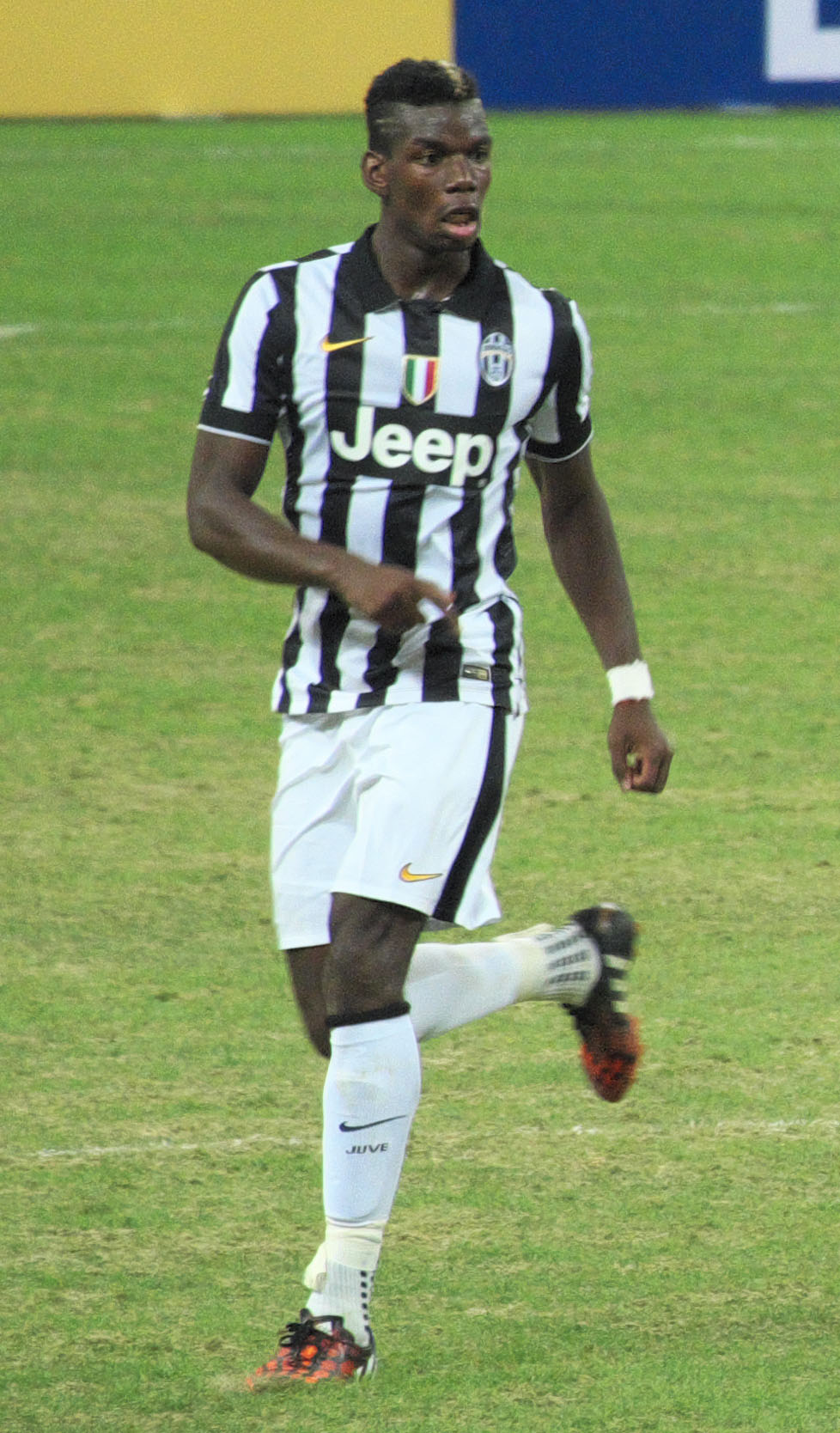
Pogba en un partido en el 2014.

El 20 de septiembre, bajo el nuevo entrenador Massimiliano Allegri, Pogba contribuyó a la victoria de visitante contra el Milan, asistiendo el único gol del juego, anotado por Carlos Tévez. Un mes después, salvó a su equipo de una derrota contra Sassuolo anotando el gol del empate. El 24 de octubre, Pogba renovó su contrato con Juventus, atándolo hasta el año 2019. El 28 de octubre, Pogba fue nombrado como uno de los veintitrés candidatos para el FIFA Balón de Oro 2014, a los 21, era el más joven de la lista.
Su primer gol en UEFA Champions League, coincidió con su partido número 100 con los bianconeri, en el encuentro correspondiente a la fase de grupos ante el Olympiacos en el Juventus Stadium, anotando el último gol de la victoria 3-2. El 22 de noviembre anota un doblete en la victoria como visitante 0-3 al Lazio en el Estadio Olímpico de Roma. En 2014, Pogba fue galardonado con el Trofeo Bravo, concedido por el periódico deportivo italiano Guerin Sportivo al mejor jugador sub-23 que participe en competiciones europeas.
El 11 de enero de 2015, Pogba ayudó a su equipo a asegurar su primera victoria contra el Napoli en el Estadio San Paolo en 14 años, después de haber anotado de volea en la victoria 1-3. El 15 de enero anotó su primer gol en la Copa Italia, fecha en la que Juventus derrotó a Hellas Verona 6-1 en los octavos de final. El 9 de marzo anotó el único gol ante el Sassuolo para poner a su equipo once puntos por encima de la Roma en el tope de la tabla. En el partido de vuelta de octavos de final de la Champions League, Pogba fue sustituido en el primer tiempo tras haberse lesionado los isquiotibiales ante el Borussia Dortmund, perdiéndose así los dos siguientes meses.
Retornó a la titularidad el 9 de mayo y anotó en el empate a uno en casa contra el Cagliari, así como también sirvió para asegurar su cuarto título consecutivo de la Serie A. Cuatro días después, disputó la semifinal de vuelta de la Liga de Campeones en el Estadio Santiago Bernabéu asistiendo a Álvaro Morata en el gol que le daría la clasificación a la Juventus a la final después de doce años sin alcanzarla. El 20 de mayo, asiste en el primer gol de la victoria 2-1 en la final de la Copa Italia 2014-15 ante Lazio. El 6 de junio de 2015, fue titular en la Final de la Liga de Campeones de la UEFA 2014-15 en el Olympiastadion, donde perdieron contra el Barcelona 1-3. El 15 de julio, Pogba fue uno de los diez nominados en obtener el Premio UEFA al Mejor Jugador en Europa.
La salida de Carlos Tévez produjo que Pogba portara el dorsal 10 para la temporada 2015-16 después de tres temporadas con el número 6. Su nuevo dorsal, lo llevaron jugadores de renombre como Alessandro Del Piero, Roberto Baggio y Michel Platini. El 12 de agosto anunciaron que el mediocampista francés obtuvo el décimo lugar en el premio al mejor jugador UEFA del año. El 31 de octubre llegó a su partido 100 en la Serie A en la victoria 2-1 contra el Torino en el derbi turinés; en este encuentro abrió el marcador con una media volea desde fuera del área. Durante esta campaña el francés fue incluido en el once ideal de la UEFA, al igual que en el FIFA/FIFPro World XI 2015, siendo el sexto francés en estar incluido desde que dicha distinción existe.
Siete de los diez goles que anotó en las tres competiciones fueron en condición de visitante, entre ellos destaca el que le dio la victoria 1-2 contra el Milan en el Estadio Giuseppe Meazza. Por cuarta vez consecutiva, los bianconeri alzan el scudetto. Con 35 encuentros, el francés fue el segundo jugador de su equipo con más partidos disputados en el campeonato liguero; igualado con Gianluigi Buffon y superado solo por Leonardo Bonucci. Asimismo, fue el máximo asistidor del campeonato junto a Miralem Pjanić, marcando un récord personal de 12 pases a gol.

### Altibajos en Mánchester

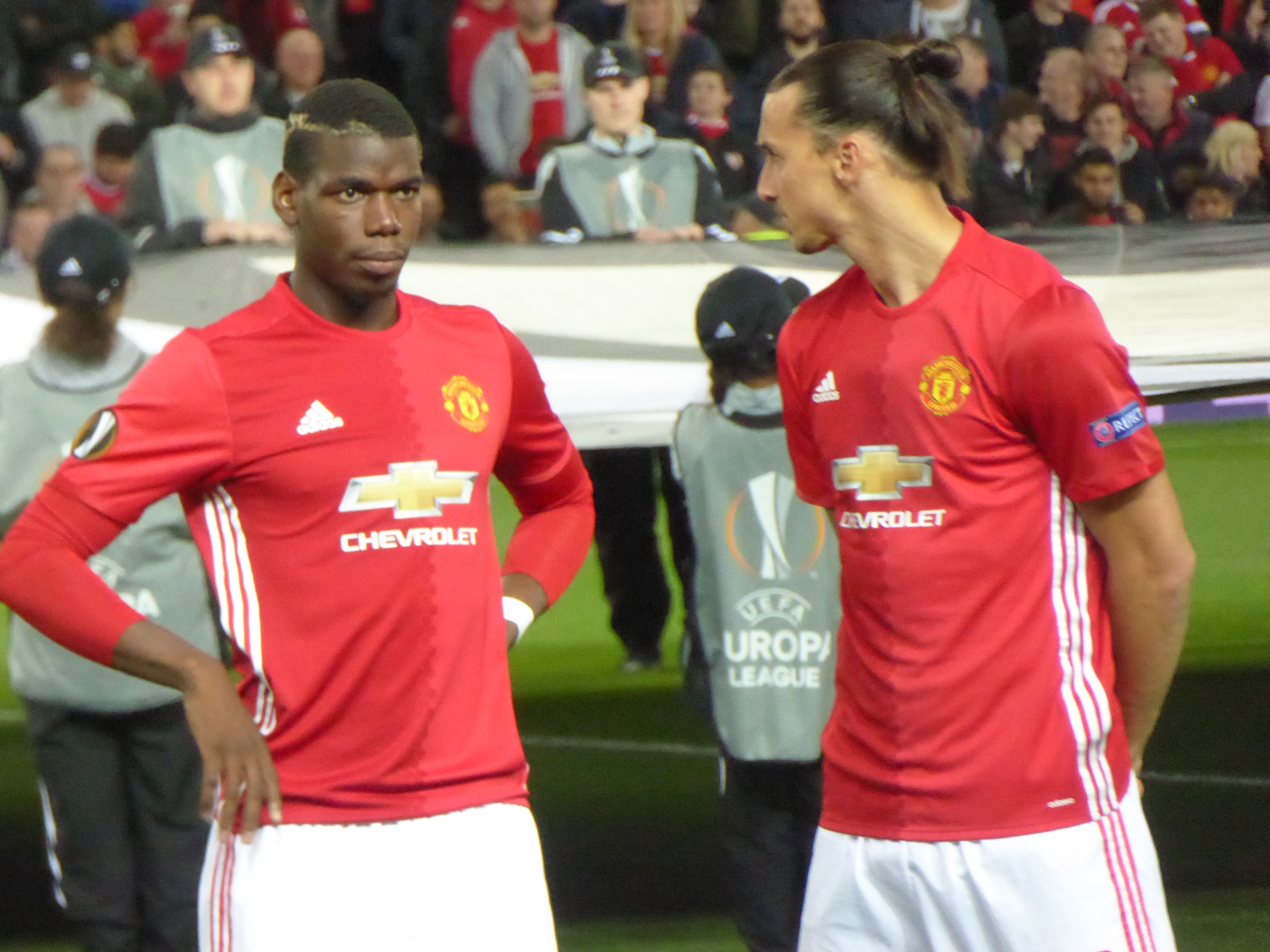
Pogba con Zlatan Ibrahimović en el Manchester United.

En agosto de 2016 regresó al Manchester United por una suma récord de 120 millones de euros, convirtiéndose en el segundo fichaje más caro de la historia en ese momento. después de Neymar. Debutó el 19 de agosto en la victoria de su club por 2-0 ante Southampton por la Premier League. Después de la derrota por 2-1 en casa en el primer derbi de Mánchester de la temporada el 10 de septiembre, Pogba fue criticado por su falta de disciplina en el posicionamiento por parte del experto Jamie Carragher. El 24 de septiembre marco su primer gol en la victoria 4 a 1 sobre el Leicester City. Su primer doblete lo haría el 20 de octubre en la victoria 4 a 1 contra el Fenerbahçe por la Liga Europa de la UEFA 2016-17. El mánager José Mourinho defendió a Pogba después del partido, criticando a los "Einsteins" del fútbol por ser demasiado rápidos para juzgar al jugador.
En la temporada 2017-18 marcó el cuarto gol en una victoria de 4-0 sobre West Ham United en el primer fin de semana de la temporada 2017-18 de la Premier League. Durante una derrota por 3-0 ante el F. C. Basilea durante la fase de grupos de la Liga de Campeones de la UEFA, Pogba se desgarró el tendón de la corva izquierda y se esperaba que perdiera ocho partidos. Volvió a la acción el 18 de noviembre en una victoria por 4-1 sobre el Newcastle United, ayudando a Anthony Martial con un centro desde el costado y anotó el tercer gol del United. En su primer juego de 2018, el 1 de enero, Pogba proporcionó asistencias para ambos goles cuando el Manchester United derrotó al Everton 2-0. Durante los siguientes meses, Pogba volvió a ser objeto de críticas por falta de disciplina y por no cumplir con sus deberes defensivos. Estuvo ausente de varios juegos fundamentales a favor de Scott McTominay, incluida la victoria por 2-1 del Manchester United sobre el rival Liverpool F. C. y solo fue utilizado como una sustitución tardía, ya que su equipo fue eliminado de la Liga de Campeones en los octavos de final por el Sevilla F. C. en marzo.
Su primer doblete de la temporada 2017-18 lo hace el 7 de abril ayudando a remontar un 2-0 a un 3-2 como visitantes en el derby con el Manchester City saliendo como una de las figuras del partido. En la final de la Copa FA 2018 contra el Chelsea, su equipo fue derrotado por 1-0, con Pogba desperdiciando la oportunidad de igualar con un cabezazo en el área de penal.
Debido a la ausencia del capitán del equipo, Antonio Valencia, Pogba se hizo cargo de la capitanía temporal del club en los primeros juegos de la temporada 2018-19. Pogba comenzó bien la temporada en las primeras semanas, anotando cuatro goles como el nuevo penalizador designado. Sin embargo, luego de una serie de resultados decepcionantes, Mourinho anunció que Pogba no sería el capitán del equipo nuevamente. A fines de septiembre, Pogba y Mourinho fueron filmados teniendo una confrontación durante una sesión de entrenamiento, a pesar de la afirmación de Mourinho de que "no había problema" entre los dos. A pesar de esto, Pogba continuó jugando en el once inicial y anotó en la victoria 2-1 del United sobre el Everton. Sin embargo, después de un período de mala forma y una relación tensa con Mourinho, Pogba se encontró en un banco y vinculado con una salida del Manchester United durante la temporada de transferencias de enero. Las continuas tensiones entre Pogba y Mourinho lo vieron marcar un "virus" que influyó en la mala forma del United por parte del gerente. Pogba continuó en la banca durante los siguientes juegos hasta el partido del United contra el Liverpool, donde Manchester United perdió 3–1. Poco después de este partido, sin embargo, Mourinho fue despedido como entrenador del Manchester United, y Ole Gunnar Solskjær fue nombrado gerente interino un día después.

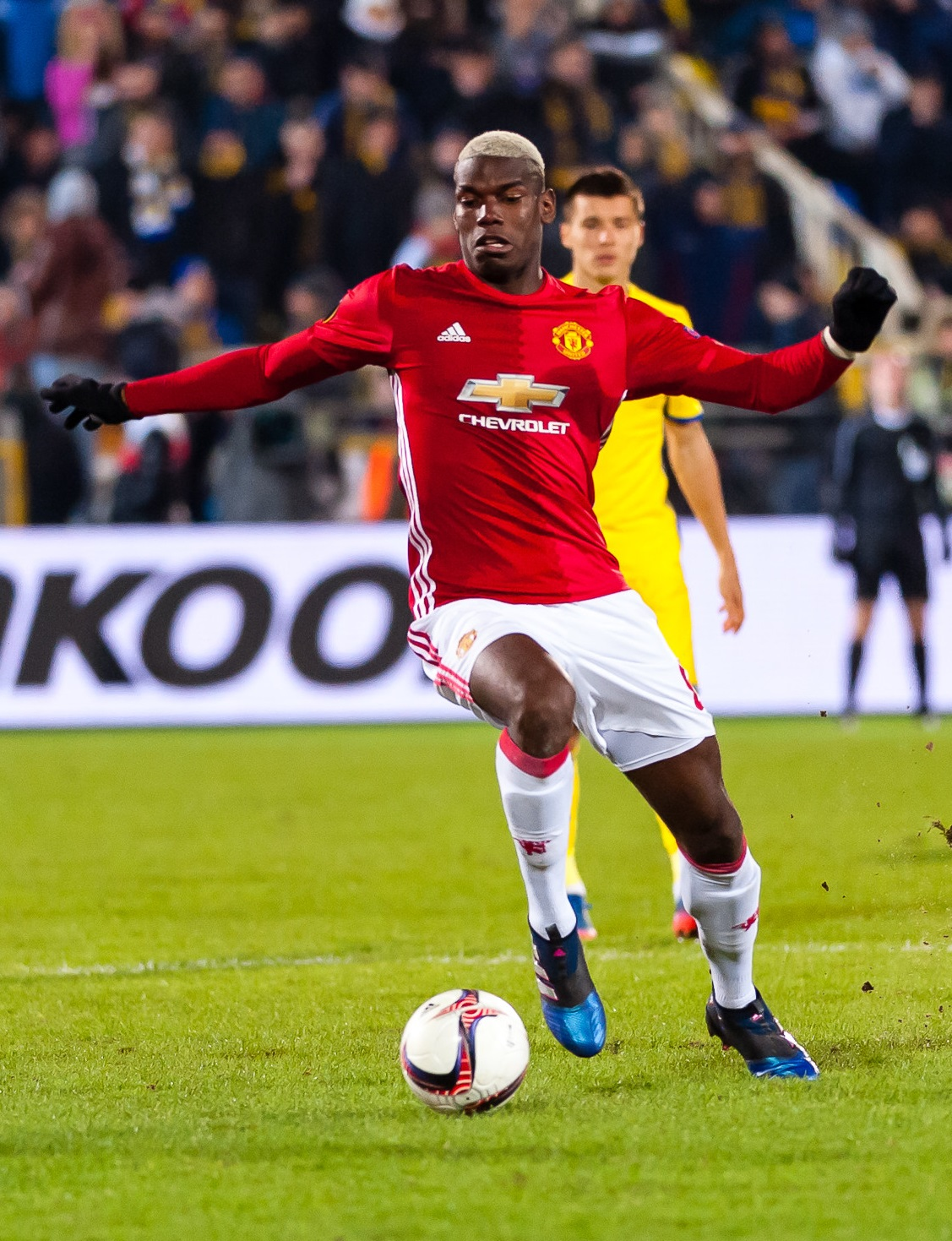
Pogba disputando un balón.

Bajo el nuevo gerente, Ole Gunnar Solskjær, Pogba vio un renacimiento en su forma al anotar dos veces consecutivas contra Huddersfield Town y Bournemouth. En enero de 2019, Pogba ayudó al gol ganador de Marcus Rashford contra el Tottenham Hotspur, con goles consecutivos en los siguientes partidos contra Brighton & Hove Albion y Burnley. Luego, Pogba anotó un paréntesis en una victoria por 3-0 sobre Fulham, y fue nombrado el hombre del partido; sus dos goles llevaron su marca estacional a su mejor marca personal de 11 goles en la liga y 13 en todas las competiciones. Pogba continuó esta tendencia al anotar nuevamente en el empate de la quinta ronda de la Copa FA de United contra Chelsea, donde United ganó 2-0 y obtuvo una asistencia en una victoria por 3-1 contra Crystal Palace. La forma de Pogba se hundió hacia el final de la temporada, ya que el Manchester United solo ganó 2 de sus últimos 12 juegos de la temporada, ya que fueron eliminados de la Copa FA por Wolverhampton Wanderers. Pogba también fue criticado por su desempeño en los cuartos de final de la Liga de Campeones ya que el Manchester United perdió ante el Barcelona 4-0 en conjunto. En esa mala racha de juegos, Pogba logró anotar un paréntesis en una victoria por 2-1 en casa contra West Ham. En el último día de la temporada de la Premier League, Pogba comenzó para el Manchester United, ya que perdió ante Cardiff City 2-0 en Old Trafford y después del partido, Pogba fue visto hablando con algunos fanáticos que lo estaban maltratando. A pesar del mal final de la temporada, Pogba tuvo la temporada más productiva de su carrera, ya que anotó 16 goles y obtuvo 11 asistencias en todas las competiciones y fue nombrado en el equipo del año de la PFA, a pesar de su forma inconsistente.
Durante el verano de 2019-20, insinuó que su tiempo en el club estaba llegando a su fin y dijo que "podría ser un buen momento para tener un nuevo desafío en otro lugar" con el Real Madrid y la Juventus vinculados al jugador. A pesar de las especulaciones sobre su partida, participó en la pretemporada del United. Hacia finales de julio, el Manchester United rechazó una oferta de James Rodríguez por más de £ 27,6 millones del Real Madrid por Paul Pogba, ya que sentían que la oferta estaba muy por debajo de su evaluación del jugador.
Comenzó con el Manchester United en su primer partido en la Premier League el 11 de agosto de 2019, proporcionando dos asistencias en la victoria local del club por 4-0 sobre el Chelsea. En una entrevista posterior al juego, dijo que aunque era un jugador del Manchester United, un "signo de interrogación" permaneció sobre su futuro.
Sufrió abusos racistas en las redes sociales después de perder un penal durante un empate de 1 a 1 contra Wolverhampton el 19 de agosto. El 27 de diciembre de 2019, Pogba reveló cómo tomó la lucha contra el racismo en sus propias manos. Pidió a sus compañeros que usaran pulseras especialmente diseñadas antes de la victoria del 4-1 Boxing Day contra Newcastle en respuesta a incidentes racistas en el fútbol en los últimos meses. Pogba también sufrió una lesión en el pie que lo limitó a dos apariciones entre agosto y octubre. El 30 de septiembre, hizo su aparición número 100 en la Premier League en un empate 1–1 en casa contra el Arsenal. A fines de octubre se anunció que estaría fuera hasta diciembre de 2019, aunque su regreso se retrasó por enfermedad.
El 1 de junio de 2022 el conjunto mancuniano anunció que el jugador abandonaría por segunda vez el club a finales de mes una vez expirara su contrato. En el momento de su marcha había disputado 233 partidos entre las dos etapas en las que había vestido la camiseta del United.

### Vuelta a Turín
El 11 de julio de 2022 se hizo oficial su vuelta a la Juventus F. C. seis años después de su marcha. Como consecuencia de las lesiones que sufrió desde el regreso, tuvo que esperar hasta el 28 de febrero de 2023 para tener sus primeros minutos en su segunda etapa en el club.

### Sanción por dopaje
El 20 de agosto de 2023, después de un partido entre la Juventus y el Udinese, Pogba había resultado positivo por Deshidroepiandrosterona, una hormona conocida por mejorar el rendimiento corporal, Pogba fue a juicio, alegando que habría ingerido la sustancia de manera accidental. El 29 de febrero de 2024, el Tribunal Antidopaje de Italia lo sancionó con cuatro años sin poder jugar ni un solo partido.
En 2024 el tribunal de Arbitraje Deportivo (TAS) redujo 18 meses su sanción, permitiéndole a Paul poder volver a jugar partidos profesionales en 2025 en vez de 2028, con permiso en enero para poder entrenar con el equipo al que decida unirse, y en marzo del mismo año poder volver a disputar partidos oficiales.
El 15 de noviembre de 2024 el jugador rescindió el contrato que le unía a la Juventus tras llegar a un acuerdo con el club turinés. La resolución del contrato entraría en vigor a partir del 30 de noviembre.

### Regreso al fútbol con el AS Mónaco
El 22 de junio de 2025, el AS Mónaco fichó a Paul Pogba como agente libre tras cumplir su suspensión por dopaje. Su intención es ser convocado a la Copa Mundial de Fútbol 2026 con Francia. 

## Selección nacional

### Selecciones inferiores

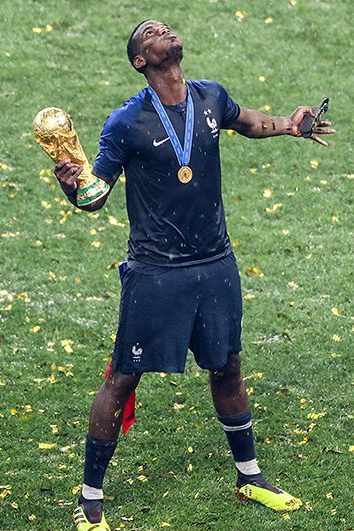
Pogba con Francia, festejando el Mundial Rusia 2018.

Ha sido internacional con la selección de fútbol de Francia en las categorías sub-16, sub-17, sub-18, sub-19 y absoluta. Antes de su debut internacional, Pogba fue nombrado capitán de la selección sub-16 por el entrenador Guy Ferrier. Con la selección de esta categoría disputó siete encuentros y marcó un gol. Su debut se produjo el 23 de septiembre de 2008 en un encuentro ante la selección de Gales, donde ganó la escuadra francesa por 4-2.
Bajo el liderazgo de Paul, el equipo registró importantes victorias sobre Uruguay e Italia en el Torneo de Val-de-Marne, y derrotaron en dos encuentros a Irlanda por un marcador global de 8-2. Por su papel en el que supuestamente rompió su contrato con el Le Havre, fue suspendido de los compromisos internacionales por la Federación Francesa de Fútbol durante seis meses. Como resultado, Pogba fue despojado de la capitanía del equipo e hizo su debut con el seleccionado sub-17 el 13 de febrero de 2010 ante Inglaterra. Con el equipo sub-18 debutó el 27 de octubre de 2010.
Finalmente con el seleccionado sub-19 debutó en un partido amistoso contra Italia que finalizó con una victoria para su selección por 3-1. El 29 de febrero de 2012, marcó su primer gol con el equipo sub-19 en la derrota por 2-1 ante España. Pogba marcó el quinto gol en la goleada por 6-0 ante los Países Bajos. La victoria clasificó a Francia a la Eurocopa Sub-19 de 2012. El 11 de junio de 2012, fue incluido en la plantilla que participaría en el torneo. En el encuentro de apertura del grupo contra Serbia, convirtió un penalti en la victoria por 3-0. Francia alcanzó las semifinales, donde enfrentó a España que los derrotó por 4-2.

### Selección absoluta
Con la selección absoluta debutó el 22 de marzo de 2013 en la victoria por 3-1 sobre Georgia. El 13 de mayo de 2014, el entrenador de la selección francesa Didier Deschamps incluyó a Pogba en la lista final de 23 jugadores que representaron a Francia en la Copa Mundial de 2014 donde tuvo una destacada actuación y fue elegido como mejor jugador joven del torneo.
El 17 de mayo de 2018 el seleccionador Didier Deschamps lo incluyó en la lista de 23 para el Mundial. El 15 de julio se consagró campeón del mundo con la selección de Francia, anotando uno de los cuatro goles que les dio la victoria sobre Croacia por 4 a 2.
En septiembre de 2022 se sometió a una operación del menisco, no recuperándose a tiempo para integrar la selección francesa que iba a disputar el Mundial de Catar 2022.

#### Participaciones en Copas del Mundo
| Mundial                  | Sede    | Resultado        | Partidos | Goles |
| ------------------------ | ------- | ---------------- | -------- | ----- |
| Copa Mundial Sub-20 2013 | Turquía | Campeón          | 6        | 1     |
| Copa Mundial 2014        | Brasil  | Cuartos de final | 5        | 1     |
| Copa Mundial 2018        | Rusia   | Campeón          | 6        | 1     |

#### Participaciones en Eurocopas
| Eurocopa                | Sede          | Resultado        | Partidos | Goles |
| ----------------------- | ------------- | ---------------- | -------- | ----- |
| Eurocopa Sub-17 de 2010 | Liechtenstein | Semifinal        | 4        | 2     |
| Eurocopa Sub-19 de 2012 | Estonia       | Semifinal        | 3        | 2     |
| Eurocopa 2016           | Francia       | Subcampeón       | 7        | 1     |
| Eurocopa 2020           | Europa        | Octavos de final | 4        | 1     |

## Estadísticas

### Clubes
Actualizado al último partido jugado el 3 de septiembre de 2023.
| Manchester United F. C. Inglaterra | 1.ª           | 2011-12       | 3   | 0  | 0  | 3  | 0 | 0 | 1  | 0  | 0  | 7   | 0  | 0  | 0    |
| Juventus F. C. · Italia | 1.ª           | 2012-13       | 27  | 5  | 0  | 2  | 0 | 0 | 8  | 0  | 0  | 37  | 5  | 0  | 0.14 |
| Juventus F. C. · Italia | 1.ª           | 2013-14       | 36  | 7  | 11 | 1  | 1 | 1 | 14 | 1  | 4  | 51  | 9  | 16 | 0.18 |
| Juventus F. C. · Italia | 1.ª           | 2014-15       | 26  | 8  | 7  | 5  | 1 | 1 | 10 | 1  | 3  | 41  | 10 | 11 | 0.24 |
| Juventus F. C. · Italia | 1.ª           | 2015-16       | 35  | 8  | 13 | 6  | 1 | 1 | 8  | 1  | 2  | 49  | 10 | 16 | 0.2  |
| Manchester United F. C. Inglaterra | 1.ª           | 2016-17       | 30  | 5  | 4  | 6  | 1 | 1 | 15 | 3  | 1  | 51  | 9  | 6  | 0.18 |
| Manchester United F. C. Inglaterra | 1.ª           | 2017-18       | 27  | 6  | 10 | 4  | 0 | 1 | 6  | 0  | 1  | 37  | 6  | 12 | 0.16 |
| Manchester United F. C. Inglaterra | 1.ª           | 2018-19       | 35  | 13 | 9  | 3  | 1 | 1 | 9  | 2  | 1  | 47  | 16 | 11 | 0.34 |
| Manchester United F. C. Inglaterra | 1.ª           | 2019-20       | 16  | 1  | 3  | 3  | 0 | 0 | 3  | 0  | 0  | 22  | 1  | 3  | 0.05 |
| Manchester United F. C. Inglaterra | 1.ª           | 2020-21       | 26  | 3  | 3  | 5  | 1 | 0 | 11 | 2  | 3  | 42  | 6  | 6  | 0.14 |
| Manchester United F. C. Inglaterra | 1.ª           | 2021-22       | 20  | 1  | 9  | 1  | 0 | 0 | 6  | 0  | 0  | 27  | 1  | 9  | 0.04 |
| Manchester United F. C. Inglaterra | Total club    | Total club    | 157 | 29 | 38 | 25 | 3 | 3 | 51 | 7  | 6  | 233 | 39 | 51 | 0.17 |
| Juventus F. C. · Italia | 1.ª           | 2022-23       | 6   | 0  | 0  | 1  | 0 | 0 | 3  | 0  | 1  | 10  | 0  | 1  | 0    |
| Juventus F. C. · Italia | 1.ª           | 2023-24       | 2   | 0  | 0  | 0  | 0 | 0 | —  | —  | —  | 2   | 0  | 0  | 0    |
| Juventus F. C. · Italia | Total club    | Total club    | 132 | 28 | 31 | 15 | 3 | 3 | 43 | 3  | 10 | 190 | 34 | 41 | 0.18 |
| Total carrera | Total carrera | Total carrera | 289 | 57 | 69 | 40 | 6 | 6 | 94 | 10 | 16 | 423 | 73 | 91 | 0.17 |
| (1) Incluye datos de FA Cup, Copa de la Liga de Inglaterra, Copa Italia y Supercopa de Italia. (2) Incluye datos de Liga Europa de la UEFA, Liga de Campeones de la UEFA y Supercopa de Europa. (3) No se incluyen partidos amistosos. |               |               |     |    |    |    |   |   |    |    |    |     |    |    |      |

### Selección
| 22 de marzo de 2013      | Saint-Denis       | Francia      | 3:1 | Georgia         | Clasificación Mundial 2014          | 0  |
| 26 de marzo de 2013      | Saint-Denis       | Francia      | 0:1 | España          | Clasificación Mundial 2014          | 0  |
| 10 de septiembre de 2013 | Gómel             | Bielorrusia  | 2:4 | Francia         | Clasificación Mundial 2014          | 1  |
| 11 de octubre de 2013    | París             | Francia      | 6:0 | Australia       | Amistoso                            | 0  |
| 15 de octubre de 2013    | Saint-Denis       | Francia      | 3:0 | Finlandia       | Clasificación Mundial 2014          | 0  |
| 15 de noviembre de 2013  | Kiev              | Ucrania      | 2:0 | Francia         | Clasificación Mundial 2014          | 0  |
| 19 de noviembre de 2013  | Saint-Denis       | Francia      | 3:0 | Ucrania         | Clasificación Mundial 2014          | 0  |
| 5 de marzo de 2014       | Saint-Denis       | Francia      | 2:0 | Países Bajos    | Amistoso                            | 0  |
| 27 de mayo de 2014       | Saint-Denis       | Francia      | 4:0 | Noruega         | Amistoso                            | 1  |
| 1 de junio de 2014       | Niza              | Francia      | 1:1 | Paraguay        | Amistoso                            | 0  |
| 8 de junio de 2014       | Villeneuve-d'Ascq | Francia      | 8:0 | Jamaica         | Amistoso                            | 0  |
| 15 de junio de 2014      | Porto Alegre      | Francia      | 3:0 | Honduras        | Copa Mundial de 2014                | 0  |
| 20 de junio de 2014      | Salvador de Bahía | Suiza        | 2:5 | Francia         | Copa Mundial de 2014                | 0  |
| 25 de junio de 2014      | Río de Janeiro    | Ecuador      | 0:0 | Francia         | Copa Mundial de 2014                | 0  |
| 30 de junio de 2014      | Brasilia          | Francia      | 2:0 | Nigeria         | Copa Mundial de 2014                | 1  |
| 4 de julio de 2014       | Río de Janeiro    | Francia      | 0:1 | Alemania        | Copa Mundial de 2014                | 0  |
| 4 de septiembre de 2014  | Saint-Denis       | Francia      | 1:0 | España          | Amistoso                            | 0  |
| 7 de septiembre de 2014  | Belgrado          | Serbia       | 1:1 | Francia         | Amistoso                            | 1  |
| 11 de octubre de 2014    | Saint-Denis       | Francia      | 2:1 | Portugal        | Amistoso                            | 1  |
| 14 de octubre de 2014    | Ereván            | Armenia      | 0:3 | Francia         | Amistoso                            | 0  |
| 14 de noviembre de 2014  | Rennes            | Francia      | 1:1 | Albania         | Amistoso                            | 0  |
| 18 de noviembre de 2014  | Marsiglia         | Francia      | 1:0 | Suecia          | Amistoso                            | 0  |
| 13 de junio de 2015      | Elbasan           | Albania      | 1:0 | Francia         | Amistoso                            | 0  |
| 4 de septiembre de 2015  | Lisboa            | Portugal     | 0:1 | Francia         | Amistoso                            | 0  |
| 7 de septiembre de 2015  | Burdeos           | Francia      | 2:1 | Serbia          | Amistoso                            | 0  |
| 13 de noviembre de 2015  | Saint-Denis       | Francia      | 2:0 | Alemania        | Amistoso                            | 0  |
| 17 de noviembre de 2015  | Londres           | Inglaterra   | 2:0 | Francia         | Amistoso                            | 0  |
| 25 de marzo de 2016      | Ámsterdam         | Países Bajos | 1:2 | Francia         | Amistoso                            | 0  |
| 29 de marzo de 2016      | Saint-Denis       | Francia      | 4:2 | Rusia           | Amistoso                            | 0  |
| 30 de mayo de 2016       | Nantes            | Francia      | 3:2 | Camerún         | Amistoso                            | 0  |
| 4 de junio de 2016       | Metz              | Francia      | 3:0 | Escocia         | Amistoso                            | 0  |
| 10 de junio de 2016      | Saint-Denis       | Francia      | 2:1 | Rumania         | Eurocopa 2016                       | 0  |
| 15 de junio de 2016      | Marsella          | Francia      | 2:0 | Albania         | Eurocopa 2016                       | 0  |
| 19 de junio de 2016      | Villeneuve-d'Ascq | Suiza        | 0:0 | Francia         | Eurocopa 2016                       | 0  |
| 26 de junio de 2016      | Décines-Charpieu  | Francia      | 2:1 | Irlanda         | Eurocopa 2016                       | 0  |
| 3 de julio de 2016       | Saint-Denis       | Francia      | 5:2 | Islandia        | Eurocopa 2016                       | 1  |
| 7 de julio de 2016       | Marsella          | Alemania     | 0:2 | Francia         | Eurocopa 2016                       | 0  |
| 10 de julio de 2016      | Saint-Denis       | Portugal     | 1:0 | Francia         | Eurocopa 2016                       | 0  |
| 1 de septiembre de 2016  | Bari              | Italia       | 1:3 | Francia         | Amistoso                            | 0  |
| 6 de septiembre de 2016  | Borísov           | Bielorrusia  | 0:0 | Francia         | Clasificación Mundial 2018          | 0  |
| 7 de octubre de 2016     | Saint-Denis       | Francia      | 4:1 | Bulgaria        | Clasificación Mundial 2018          | 0  |
| 10 de octubre de 2016    | Ámsterdam         | Países Bajos | 0:1 | Francia         | Clasificación Mundial 2018          | 1  |
| 11 de noviembre de 2016  | Saint-Denis       | Francia      | 2:1 | Suecia          | Clasificación Mundial 2018          | 1  |
| 15 de noviembre de 2016  | Lens              | Francia      | 0:0 | Costa de Marfil | Amistoso                            | 0  |
| 2 de junio de 2017       | Rennes            | Francia      | 5:0 | Paraguay        | Amistoso                            | 0  |
| 9 de junio de 2017       | Solna             | Suecia       | 2:1 | Francia         | Clasificación Mundial 2018          | 0  |
| 13 de junio de 2017      | Saint-Denis       | Francia      | 3:2 | Inglaterra      | Amistoso                            | 0  |
| 31 de agosto de 2017     | Saint-Denis       | Francia      | 4:0 | Países Bajos    | Clasificación Mundial 2018          | 0  |
| 3 de septiembre de 2017  | Toulouse          | Francia      | 0:0 | Luxemburgo      | Clasificación Mundial 2018          | 0  |
| 23 de marzo de 2018      | Saint-Denis       | Francia      | 2:3 | Colombia        | Amistoso                            | 0  |
| 27 de marzo de 2018      | San Petersburgo   | Rusia        | 1:3 | Francia         | Amistoso                            | 1  |
| 28 de mayo de 2018       | Saint-Denis       | Francia      | 2:0 | Irlanda         | Amistoso                            | 0  |
| 1 de junio de 2018       | Niza              | Francia      | 3:1 | Italia          | Amistoso                            | 0  |
| 9 de junio de 2018       | Lyon              | Francia      | 1:1 | Estados Unidos  | Amistoso                            | 0  |
| 16 de junio de 2018      | Kazán             | Francia      | 2:1 | Australia       | Copa Mundial de 2018                | 0  |
| 21 de junio de 2018      | Ekaterimburgo     | Francia      | 1:0 | Perú            | Copa Mundial de 2018                | 0  |
| 30 de junio de 2018      | Kazán             | Francia      | 4:3 | Argentina       | Copa Mundial de 2018                | 0  |
| 6 de julio de 2018       | Nizhni Nóvgorod   | Uruguay      | 0:2 | Francia         | Copa Mundial de 2018                | 0  |
| 10 de julio de 2018      | San Petersburgo   | Francia      | 1:0 | Bélgica         | Copa Mundial de 2018                | 0  |
| 15 de julio de 2018      | Moscú             | Francia      | 4:2 | Croacia         | Copa Mundial de 2018                | 1  |
| 6 de agosto de 2018      | Múnich            | Alemania     | 0:0 | Francia         | Liga de Naciones de la UEFA 2018-19 | 0  |
| 9 de agosto de 2018      | Saint-Denis       | Francia      | 2:1 | Países Bajos    | Liga de Naciones de la UEFA 2018-19 | 0  |
| 11 de octubre de 2018    | Guingamp          | Francia      | 2:2 | Islandia        | Amistoso                            | 0  |
| 16 de octubre de 2018    | Saint-Denis       | Francia      | 2:1 | Alemania        | Liga de Naciones de la UEFA 2018-19 | 0  |
| 22 de marzo de 2019      | Chisináu          | Moldavia     | 1:4 | Francia         | Clasificación para la Eurocopa 2020 | 0  |
| 25 de marzo de 2019      | Saint-Denis       | Francia      | 4:0 | Islandia        | Clasificación para la Eurocopa 2020 | 0  |
| 2 de junio de 2019       | Nantes            | Francia      | 2:0 | Bolivia         | Amistoso                            | 0  |
| 8 de junio de 2019       | Konya             | Turquía      | 2:0 | Francia         | Clasificación para la Eurocopa 2020 | 0  |
| 11 de junio de 2019      | Andorra la Vieja  | Andorra      | 0:4 | Francia         | Clasificación para la Eurocopa 2020 | 0  |
| 7 de octubre de 2020     | Saint-Denis       | Francia      | 7:1 | Ucrania         | Amistoso                            | 0  |
| Total                    |                   | Presencias   | 82  |                 | Goles                               | 10 |

## Palmarés

### Títulos nacionales
| Título              | Club                    | País       | Año     |
| ------------------- | ----------------------- | ---------- | ------- |
| Supercopa de Italia | Juventus F. C.          | Italia     | 2012    |
| Serie A             | Juventus F. C.          | Italia     | 2012-13 |
| Supercopa de Italia | Juventus F. C.          | Italia     | 2013    |
| Serie A             | Juventus F. C.          | Italia     | 2013-14 |
| Serie A             | Juventus F. C.          | Italia     | 2014-15 |
| Copa Italia         | Juventus F. C.          | Italia     | 2014-15 |
| Supercopa de Italia | Juventus F. C.          | Italia     | 2015    |
| Serie A             | Juventus F. C.          | Italia     | 2015-16 |
| Copa Italia         | Juventus F. C.          | Italia     | 2015-16 |
| Copa de la Liga     | Manchester United F. C. | Inglaterra | 2016-17 |

### Títulos internacionales
| Título                      | Club (*)                | Sede    | Año     |
| --------------------------- | ----------------------- | ------- | ------- |
| Copa Mundial sub-20         | Francia (sub-20)        | Turquía | 2013    |
| Liga Europa de la UEFA      | Manchester United F. C. | Solna   | 2016-17 |
| Copa Mundial de Fútbol      | Francia                 | Rusia   | 2018    |
| Liga de Naciones de la UEFA | Francia                 | Italia  | 2020-21 |

(*) Incluyendo la selección.

### Distinciones individuales
| Distinción                                   | Año                          |
| -------------------------------------------- | ---------------------------- |
| Equipo Ideal del Campeonato de Europa Sub-17 | 2010                         |
| Equipo Ideal del Campeonato de Europa Sub-19 | 2012                         |
| Premio Golden Boy                            | 2013                         |
| Balón de Oro de la Copa Mundial Sub-20.      | 2013                         |
| Trofeo Bravo                                 | 2014                         |
| Equipo del Año en la Serie A                 | 2014, 2015, 2016             |
| Mejor jugador joven de la Copa del Mundo     | 2014                         |
| Nominado al FIFA/FIFPro World XI             | 2014, 2016, 2017, 2018, 2019 |
| Nominado al Balón de Oro/FIFA Balón de Oro   | 2014, 2015, 2016, 2018       |
| Equipo del año UEFA                          | 2015                         |
| XI Mundial FIFA/FIFPro                       | 2015                         |
| Máximo asistente de la Serie A               | 2016                         |
| ESM Team of the Year                         | 2016                         |
| Equipo Ideal de la Liga Europa               | 2017                         |
| Mejor jugador de la Liga Europa              | 2017                         |
| PFA Team of the Year                         | 2019                         |

### Condecoraciones
| Distinción                      | Año  |
| ------------------------------- | ---- |
| Caballero de la Legión de Honor | 2019 |